# Шевченко, Тарас Иванович
Тара́с Ива́нович Шевче́нко (1923—1993) — председатель колхоза «Путь Ленина», Украинская ССР.

## Биография
Родился 19 октября 1923 года в селе Успенка, ныне Онуфриевского района Кировоградской области.
Окончил техникум механизации. Работал председателем колхоза «Путь Ленина» (укр. «Шлях Леніна»).
Умер 8 февраля 1993 года, похоронен также в селе Успенка.

## Награды
- Герой Социалистического Труда (22 марта 1966 года, за успехи в развитии животноводства).